# Correus de Guinea Bissau
Correios da Guiné-Bissau (CGB) és l'empresa responsable del servei postal a Guinea-Bissau. És una empresa de propietat pública, la seu de la qual es troba a l'antic edifici colonial de Correus, Telègrafs i Telèfons, a la capital de Bissau. La companyia es va fundar entre 1973 i 1974, després de la independència de Portugal, com a successora de la CTT portuguesa (colonial) i coneguda fins al 1989 com a «Correios e Telecomunicações da Guiné-Bissau», data en què els serveis telefònics es van separar i atorgar a una nova empresa coneguda com a Companhia de Telecomunicações da Guiné-Bissau (o Guiné Telecom).
Correios da Guiné-Bissau té unes 200 persones treballadores en diverses sucursals al país. Té la seu a la capital, Bissau, a l'oficina de correus principal ubicada al centre. Igual que en altres països africans, no hi ha entrega a domicili per part de l'oficina de correus i els clients han de llogar les seues pròpies bústies. El 2015 hi havia unes 1500 bústies al país, de les quals només es feien servir al voltant del 75 %. El 2015, la companyia planejava oferir serveis financers propis, a més dels serveis postals; per a aquest propòsit, calia fundar un banc postal separat.
L'empresa és membre la Unió Postal Universal des del 30 de maig de 1974, i de l'Associació Internacional de Comunicacions d'Expressió Portuguesa (AICEP).